# 喜屋武朝徳

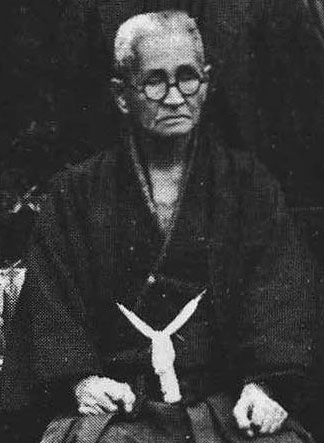
喜屋武朝徳

喜屋武 朝徳（きゃん ちょうとく、1870年12月 - 1945年9月20日）は、沖縄県の唐手（現・空手）家。戦前における空手の大家の一人である。

## 経歴

### 生い立ち
喜屋武朝徳は、1870年（明治3年）、喜屋武親雲上朝扶（のち親方位へ陞る）の三男として首里儀保村（現・那覇市首里儀保町）に生まれた。目が小さかったことから「喜屋武（チャン）・目（ミー）小（グヮー）」と呼ばれた。喜屋武家は尚清王(在位1526年 - 1555年）の第十王子、唐名・尚悦敬、羽地王子朝武を元祖とする首里士族であり、その家格は殿内（トゥンチ）と呼ばれ、代々喜屋武間切（現・糸満市喜屋武地区）を領する大名という名家であった。父朝扶は本部家の分家の本永家から喜屋武家に養子に入った。朝徳は戸籍上では本永姓であるが喜屋武姓を名乗っていた。これは喜屋武家は兄が嗣ぎ、朝徳は本永家に養子となったからである。また、父喜屋武朝扶は、琉球王国末期から明治にかけて活躍した著名な政治家であり、廃藩置県後は尚泰侯爵の家扶を務め、また自身松村宗棍門下としても知られる唐手家でもあった。

### 武歴

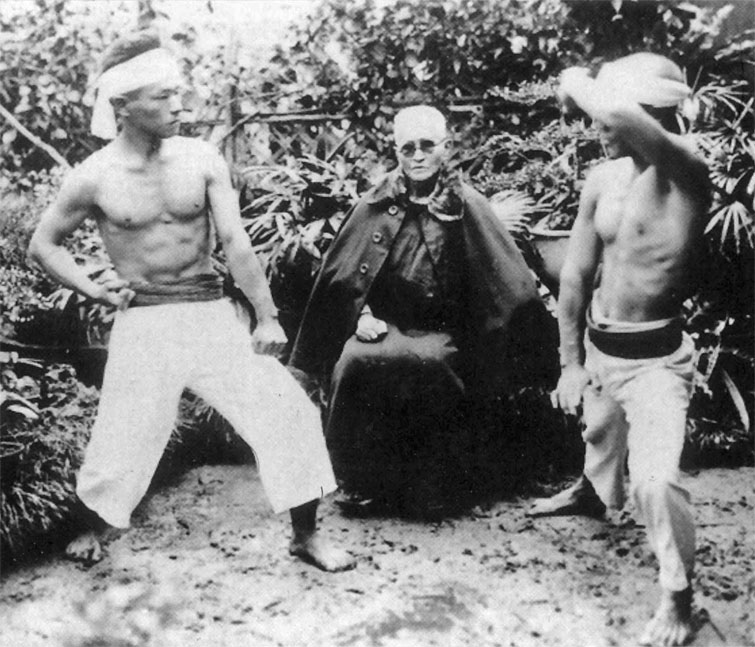
弟子の練習を見守る喜屋武朝徳（中央）。右は仲里常延

喜屋武朝徳は、幼少の頃にまず父より兄朝弼と共に相撲の手ほどきを受けた。そして、15歳（数え年）の時に父から正式に唐手を師事した。16歳になると、父を介し2年間、松村宗棍の指導を受け五十四歩を教わった。その後は父について上京し、二松学舎（現・二松学舎大学）で三島中州より漢学を学んだ。喜屋武朝徳は東京滞在中も父とともに唐手の鍛錬に励んでいたという。東京には約9年滞在し、26歳の時帰郷した。
帰郷後、喜屋武朝徳は、泊手の大家・松茂良興作、親泊興寛らに師事した。他にも、真栄田親雲上らにも師事したとされる。38歳の頃、喜屋武は読谷村牧原に移住して、そこで養蚕や荷馬車引きをしながら生活を維持した。廃藩置県以後は他の没落士族と同様、いかに名家の出であろうと、喜屋武もこのように困窮した生活を送らざるを得なかったのである。しかし、移住したことで、喜屋武は読谷村に住む北谷屋良（チャタンヤラ）（1740年 - 1812年 ）の後裔（北谷屋良利正とも）から「公相君（クーサンクー）」の型を学ぶことができた。その後、喜屋武は1910年（明治43年）には読谷村比謝橋に居を構え、沖縄県立農林学校（1945年廃校）、嘉手納警察署などで唐手を指導した。
1924年（大正13年）、喜屋武は那覇の大正劇場で開催された「唐手大演武大会」に、本部朝勇、摩文仁賢和らとともに参加した。また、この年、那覇旭が丘に設立された「沖縄唐手研究倶楽部」にも参加。このクラブには、喜屋武の他に本部朝基、宮城長順、許田重発など、当時の諸大家が参加していた。また、喜屋武は流刑された徳嶺親雲上に師事するために八重山を訪れたが、すでに徳嶺は死去しており師事することはできなかった。その代わり徳嶺から棒術を習った地元の人より「徳嶺ぬ棍」を習うことができた。また台湾から持ち帰ったと言われる「アーナンクー」（南光、阿南君、安南空）は喜屋武の道統のみに伝承される型である。

### 晩年
1930年（昭和5年）、喜屋武は「体と用、試合の心得」という論文を発表、また、同年、比謝橋近くに道場を構えた。1937年（昭和12年）には、「空手道基本型12段」決定に参画。1939年(昭和14年）、喜屋武は大日本武徳会沖縄支部武徳殿開殿式において、大日本武徳会長、林銑十郎（はやし　せんじゅうろう）陸軍大将以下関係者を招いて行われた記念演武会で「チントウ」の型を演武。演武者としては最高齢であったために年齢順の単独演武のため演武者22名中、最後に演武を行った、。1945年（昭和20年）、喜屋武は石川収容所で栄養失調のため死去した。享年74歳。喜屋武朝徳は小柄で痩せた体格から想像するイメージと違って、掛け試しの武勇伝も伝わる実戦唐手家であった。喜屋武の弟子には、新垣安吉、島袋太郎、長嶺将真（松林流興道館）、島袋善良（少林流聖武館）、島袋龍夫（一心流）、島袋永三（少林流錬道館）、奥原文英（少林流少林会）、仲里常延（少林寺流求道館）らがいる。
なお1955年（昭和30年）に沖縄で命名された「少林寺流」は島袋善良（沖縄）、仲里常延（沖縄）、保勇（鹿児島）の三名が合意の下、空手道の源流は中国少林寺であるとのことから、喜屋武朝徳の道統を「少林寺流」とした。 島袋善良は当初、少林寺流であったが、その後、中部少林流聖武館から「少林流聖武館」となり、仲里常延は「少林寺流求道館」と道場名を名乗り、保勇の「少林寺流錬心舘」は1955年（昭和30年）11月8日に鹿児島県鹿児島市高麗町に「少林寺流空手研究会錬心館（現在の錬心舘）」として設立したものである。

## 関連記事
- 空手道
- 空手家一覧